# Endometritis
Endometritis verwijst naar infectie van het endometrium, de binnenwand van de baarmoeder

## Kenmerken
Pathologen hebben endometritis altijd aangeduid als acuut of chronisch:
- Acute endometritis wordt gekenmerkt door de aanwezigheid van kleine abcessen of neutrofielen in de baarmoederklieren.
- Chronische endometritis onderscheidt zich door aanwezigheid van plasmacellen in het stroma in de baarmoederwand.

Er bestaat klinische endometritis en subklinische endometritis.

## Oorzaken, symptomen en behandeling
De meest voorkomende oorzaak van endometritis is besmetting. Symptomen zijn onder andere pijn in de onderbuik, koorts en abnormale vaginale bloedingen of afscheiding. Behandeling gebeurt meestal met behulp van breed-spectrum antibiotica.

## Metritis
Sterk gerelateerd aan endometritis is metritis. Bij metritis kan het ook gaan om een ontsteking aan de spierlagen gerelateerd aan de baarmoeder, in tegenstelling tot bij endometritis. Men gebruikt de term metritis informeel om zowel metritis als endometritis aan te duiden.